# 밍카 켈리
밍카 켈리(Minka Kelly, 1980년 6월 24일 ~ )는 미국의 배우이다.

## 출연 작품
- 나이트 헌터 - 앤지 역